# 推手 (太極拳)
推手（すいしゅ）は太極拳における練功方法の一つ。太極拳修行者は、推手の練習を通して、その独特の技術による攻防のための基礎を養う。しかし、一部では推手を競技種目とみなす風潮も強まり、中国国家体育委員会武術研究院では太極推手を競技種目として認定し、大会等も開催されている。昔から推手と套路は車の両輪と言われ、実は推手をやらなければ太極拳は本当の意味で理解できないと言われている。
相対した二人が塔手勢(互いの手の甲から手首にかけての面あるいは点を接触させた体勢)となり、お互いの腕を触れ合わせつつ決められた動作を繰り返して行い、套路の正しさ（姿勢の崩れ、肩肘の沈み具合、放鬆の程度、掤勁の有無など）・相手と適切な接触を保つ技術（粘連黏随）・相手を感じる能力（聴勁）など太極拳としての要求をより高いレベルで満たすことができること（＝撞勁・神明）を目指す。

## 推手の分類

### 単推手
推手を片手ですると言う意味です。
相手が右手右足を前に構えていたら、自分も右手右足を前に構えます。
手首辺りの前腕の外側を、指先が上向きでお互いに接触させ、平円や立円などを描いて行く推手です。
接触面が離れないように、相手の動きを感じ取りながら一定の速さで動きます。
後ろの手はだらりと下げずに、自分の丹田に触れていると良いでしょう。
全身を連動させ、相手と一体になるような感覚を養います。
単推手は推手を片手でするやり方です。

### 双推手
推手を両手でするやり方です。
相手が右手右足を前に構えていたら、自分も右手右足を前に構えます。
手首の少し下の前腕の外側を、指先が上向きでお互いに接触させ、後ろの手は相手の肘に掌を触れておき、そのまま平円や立円などを描いて行きましょう。
また、両方の前腕を接触させて回すやり方や、相手が両手で押して来るのを抑え分けるようなやり方等も有ります。
単推手よりも相手との距離が短くなるので、全身の関節をより緩めなければなりませんが、相手を感じながらやれば上手く出来るでしょう。
双推手は推手を両手でするやり方です。

### 四正推手
両手を入れ替えながら立円に回すような推手です。
掤（ポン＝支える）捋（リー＝引き込む）擠（ジー＝押す）按（アン＝抑える）の動作をお互いに行います。
お互いに同じ手足が前に出ている、合歩（ごうほ）で行うのが基本です。
互いに関連し合う掤捋擠按を、手の入れ替えをしながらスムーズに動作出来るように練習して行きます。
最初は複雑に感じるかも知れませんが、丁寧に繰り返し練習すれば必ず出来るようになるので、焦らず諦めず何度も挑戦してください。
四正推手は両手を入れ替えながら立円に回すような推手です。

### 活歩推手
四正推手に歩法が入ると活歩推手になりますが、流派や門派によっては同じ名称でも違うものを指す場合があります。

## 伝統拳における推手
陳家太極拳における推手

楊式太極拳における推手
古式の楊式太極拳では、太極拳は、武道の基本が大切であり、推手（二人で組み合って内勁を練る技法）よりも、套路を練るなら武道としての太極拳の基本を身につけることがまず最初に行う事としている。太極拳は武道であり、本来は相手に勢いを伝え、そして勁（自然な力）を交わしながら対錬などを行うものであるとしている。従って、套路においても、その型にはどのような勢が生まれ、そしてどのような自然な力が働いているのかを知り、それを套路の中に備えて動くとしている。最初十三勢の基本功を含んだ套路を練り、その用法である示意による技、すなわち招式を対錬で行い、日常は招式または、招式を掛け合い連関する散手対打を対錬で行う。その成果を単錬として套路や散手対打を単人で日常に練り上げるのが基本である。套路にて基本功を巧く練ることができないものや、または招式や散手対打で基本功を得とくできないものの補習として推手があり、その場合はまず、単手で捋、按、掤、按化や、掤捋、双手で掤と按で平円巡る腰腿法、捋擠などの推手を行い、また、散手対打中などにある摺疊勢などの各勢を練り上げる推手や、型としての倒攆猴や下勢などの勢を練り上げる推手を行い、四正手などの推手に進むが、散手対打などにて基本功など太極拳の全てを練り上げるのが本来である。推手において奇=イレギュラーな動きをして相手を制すのは招式の一環であり、お互いに招式（技）を行う事を逢迎（技をかけられることを承諾してそれを迎える）して行うものである。推手の場合は、ただ基本功を練るのが目的である。散手対打には、太極拳の全てが含まれており、推手にて練り上げようとする基本功はその一部に過ぎない。
呉式太極拳における推手
- 定歩推手
  - 単推手（五式、片腕のみを接触させて行う）
    - 按手　…塔手から交互に掌を相手側に向けて推し、受け側が捌くことを繰り返す動作
    - 黏手　…塔手から交互に掌を上にした突きを行い、受け側が捌くことを繰り返す動作
    - 削手　…頭上にて掌背を交互に相手側に向けて推し、受け側が捌くことを繰り返す動作
    - 裏黏肘　…対向した互いの前腕（右腕と左腕）の外側中央付近を接しつつ行う動作、後述する十三式の片腕版
    - 外黏肘　…対向した互いの前腕（右腕と左腕）にて掌を外側から回り込ませて相手の前腕の内側に掛ける動作、後述する十三式の片腕版

  - 双塔手
    - 四正推手（四正形、入門四手）
    - 十三式
      - 上盤—纏頭式(長手扱い)　…腕を頭上に逃す動作①
      - 上盤—裹頭式(四正扱い)　…腕を頭上に逃す動作②
      - 中盤—中平肘(短手扱い)　…突きに対する動作①
      - 中盤—立肘(短手扱い)　…突きに対する動作②
      - 下盤—十字手(短手扱い)　…突きに対する動作③
      - 下盤—摟膝式(長手扱い)　…手首を掴まれた際の動作
      - 短手—裏黏肘　…対向した互いの前腕（右腕と左腕）の外側中央付近を接しつつ行う動作
      - 短手—外黏肘　…掌を相手の前腕の内側に掛ける動作
      - 短手—倒提壺　…肘打ちに対する動作
      - 長手—小纏腕　…前腕同士を絡ませる動作
      - 長手—大纏腕　…腕を抱える動作
      - 長手—穿手靠　…野馬分鬃の要素を含む動作
      - 長手—通天手　…腕を真上に逃す動作

- 活歩推手（様々なステップを行いながら推手手法を行う）
  - 閃展歩　…相手の側面に回ろうとする動作、動作後の二人の位置関係は90度回転
  - 大翻身　…相手と交差して背面に回ろうとする動作、動作後の二人の位置関係は180度回転
  - 七星歩　…斜め方向に3歩移動してから真横に2歩移動する動作、2セットで平行四辺形を描く
  - 九宮歩　…相手の足を踏もうとする攻防を含む動作、動作後の二人の位置関係は変わらない
  - 連環歩　…斜めに3歩に前進して直角に回りこんで3歩下がる動作、4セット行うと正方形を描いて最初に位置に戻ってくる
  - 大捋　…2歩で大きく引き込む動作とそれを3歩で回りこむ動作、動作後の二人の位置関係は180度回転

武式太極拳における推手

孫式太極拳における推手

## 制定拳における推手
- 太極拳推手対練套路 DVD（武術太極拳連盟）

## 書籍・DVD情報
- 達人・劉慶洲老師が基礎から教える太極推手入門
- 秘伝 WEB SHOP／推手鍛錬秘訣　第1巻
- 太極拳で強くなれる！最強呉式太極拳の戦闘理論